# Leipzig-Schleußig
Leipzig-Schleußig est un quartier de Leipzig en Allemagne.
Cité pour la première fois en 1391 sous le nom de Slizzig, Schleußig acquiert le statut de commune rurale en 1835 avant d'être intégrée à Leipzig en 1891.
Un bon tiers du quartier est occupé par le bois aux nonnes (Nonnenwald) de la forêt alluviale de Leipzig (Leipziger Auwald) et une petite partie par le parc Clara-Zetkin.
Le développement de style wilhelminien en grande partie fermé, la proximité des zones de loisirs locales ainsi que le centre-ville font de Schleußig un quartier résidentiel attrayant.

## Géographie
Schleußig est situé à environ 2 km au sud-ouest du centre-ville. L'étendue nord-sud du Schleußig est d'environ 3,5 km, le point le plus large dans la direction est-ouest est inférieur à 2 km.
| Leipzig-Lindenau       |                   | Leipzig-Zentrum-West Leipzig-Zentrum-Süd |
| Leipzig-Plagwitz       | Leipzig-Schleußig | Leipzig-Südvorstadt                      |
| Leipzig-Kleinzschocher |                   | Leipzig-Connewitz                        |

À l'est, la dérivation inférieure de l'Elster (Elsterflutbett) et à l'ouest le cours de la rivière Elster Blanche forment la limite du quartier. Schleußig est le seul quartier de Leipzig qui est presque entièrement entouré de voies navigables et n'est donc accessible que par des ponts. Il risque donc d'être inondé,. Des parties importantes du quartier ont été inondées pour la dernière fois en juillet 1954 par les inondations de l'Elster Blanche.

## Population
Le quartier comptait 12 754 habitants le 31 mars 2022 selon le registre des déclarations domiciliaires, c'est-à-dire 6 102 hab./km2.
| Année | Habitants |
| ----- | --------- |
| 1834  | 0101      |
| 1871  | 0282      |
| 1890  | 01.437    |
| 1895  | 03.231    |
| 1900  | 09.162    |
| 1927  | 17.072    |
| 1981  | 12.505    |
| 1992  | 09.862    |
| 2000  | 08.774    |
| 2005  | 10.506    |
| 2010  | 12.165    |
| 2015  | 12.577    |
| 2020  | 12.828    |
| 2023  | 12.545    |

## Écoles

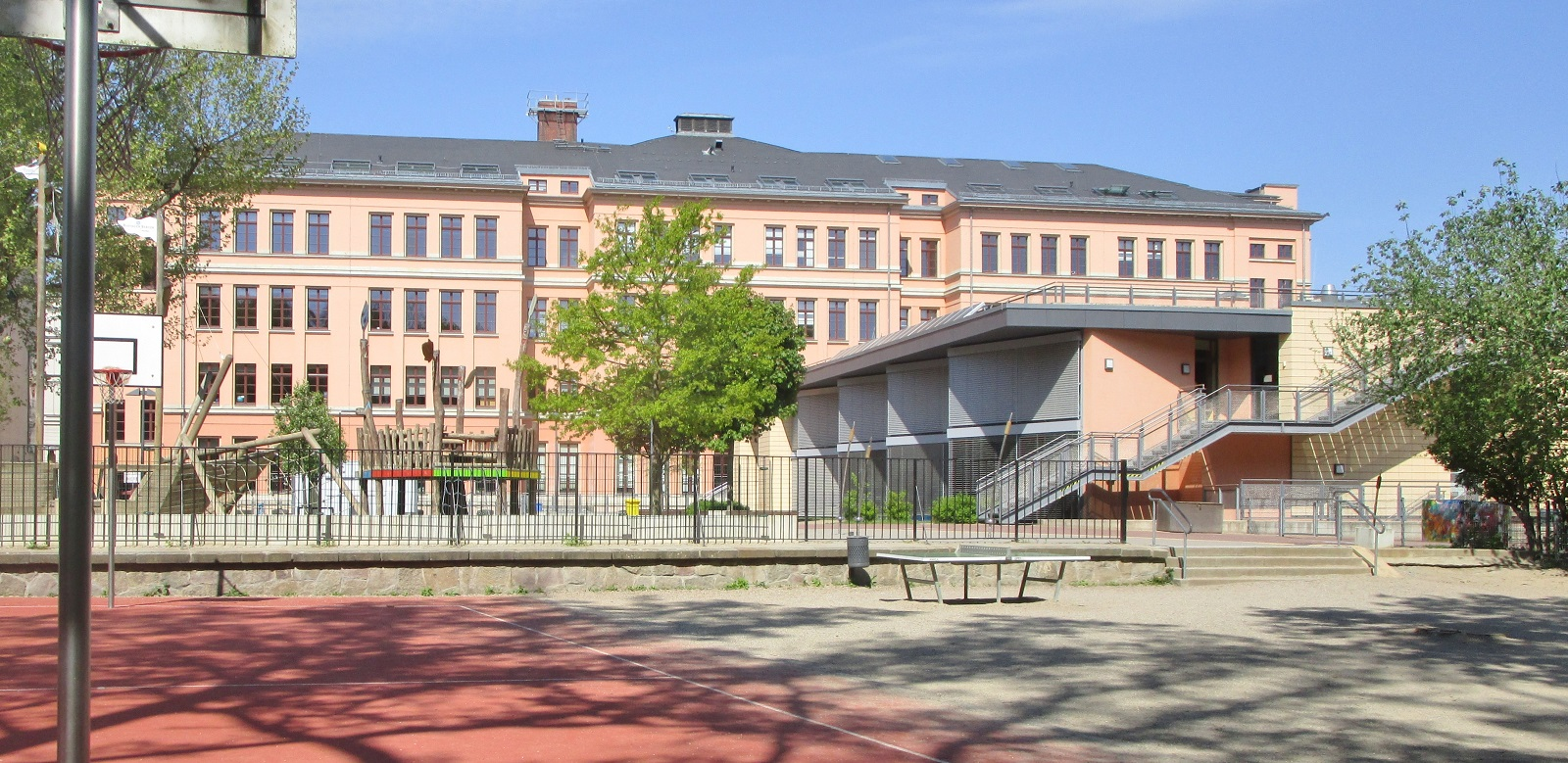
Leipzig International School

Schleußig abrite le Schule am Auwald (école primaire) et Leipzig International School (l'école internationale de Leipzig), gérée par une gGmbH et proposant un enseignement en anglais de la maternelle au lycée.

## Tourisme nautique
En raison de sa situation géographique, un tourisme nautique animé avec kayaks, canoës, bateaux à moteur électrique s'est développé à Schleußig pendant les mois d'été. Sur les cartes de randonnée aquatique et sur le plan de la ville pour enfants, on voit clairement que Schleußig est contourné sur un itinéraire d'environ 9 kilomètres, le parcours en canoë No. 7, du Leipziger Neuseenland, à la lumière les canoës avec portages sur la pointe sud le peuvent. Il existe plusieurs sociétés privées de location de bateaux, tant du côté est du dérivation inférieure de l'Elster que du côté ouest de l'Elster blanche. Les trois quarts du parcours en bateau traversent des zones forestières et des parcs, tandis que le quartier situé au nord-ouest de l'Elster blanche offre un décor urbain impressionnant. Du côté du Schleußig et du côté de Plagwitz, d'anciennes usines classées et transformées à des fins résidentielles s'étendent jusqu'à l'eau. La jonction avec le canal Karl Heine se trouve également dans cette zone.

## Personnalités

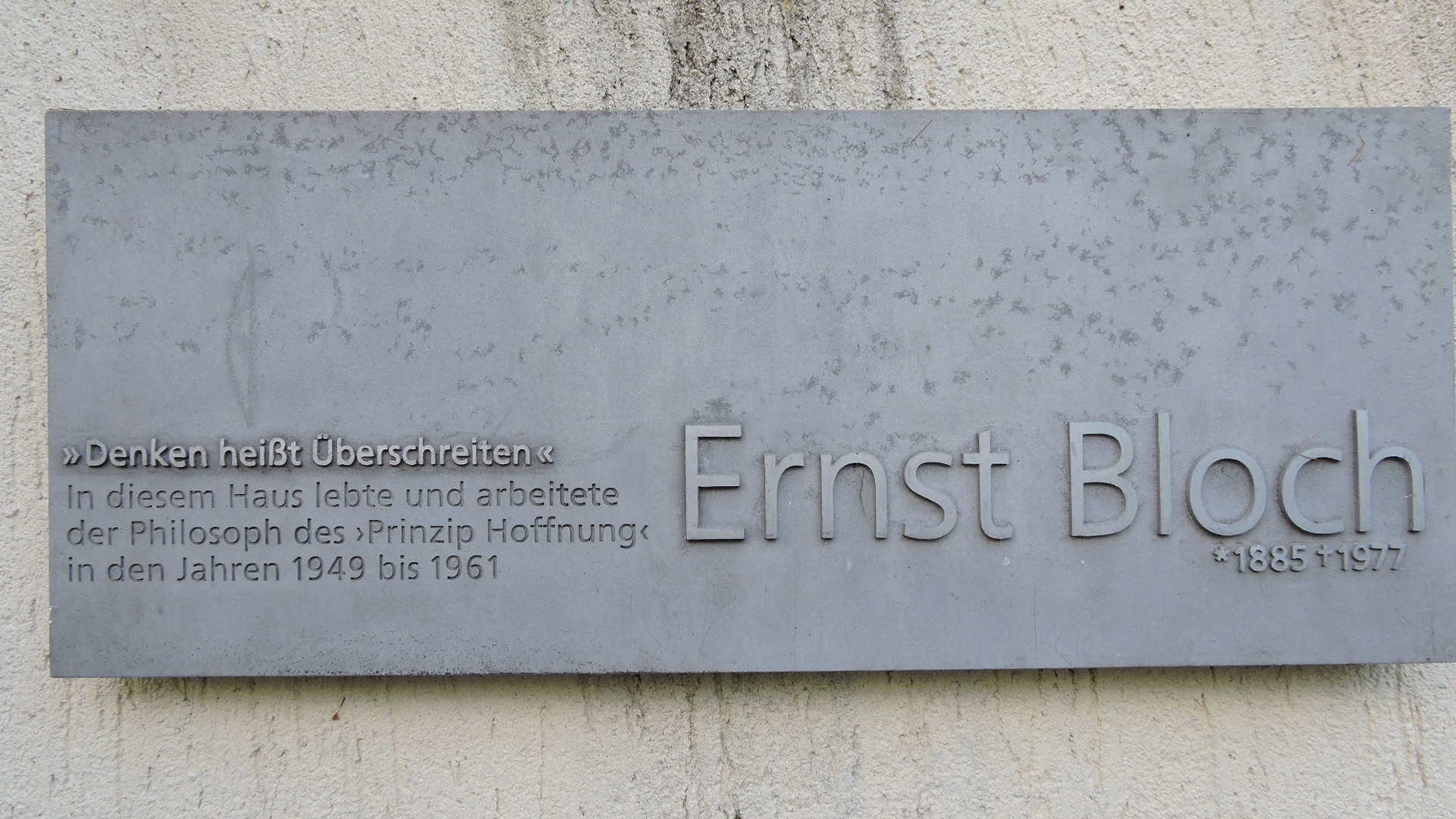
Plaque commémorative sur la maison d'Ernst Bloch (d'après un dessin de l'artiste de Leipzig Ulf Puder)

- Carl Erdmann Heine, souvent: Karl Heine (1819-1888), entrepreneur, propriétaire foncier, promoteur de Schleußig
- Alfred Frank (1884-1945), peintre et graphiste, exécuté comme résistant, vivait à Schleußig
- Ernst Bloch (1885-1977), philosophe, vivait Wilhelm-Wild-Str. 8 à Schleussig
- Arno Rink (1940–2017), peintre et recteur de l'école supérieure des beaux-arts de Leipzig, vivait à Schleußig